# 텔코웨어
텔코웨어(Telcoware Co. Ltd.)는 대한민국의 통신 기업이다. 본사는 서울시 서초구 법원로 3길 20-7 (서초동)에 위치해 있으며 대표이사는 금한태이다.

## 참고문헌
1. ↑  정홍식, 이베스트투자증권 COMPANY UPDATE-텔코웨어, 2023. 4. 4
2. ↑  텔코웨어, 빅솔론, 버킷스튜디오, 삼목에스폼, 라온피플, 비즈니스포스트, 2020-02-13